# Glasnik Srca Isusova i Marijina (Salzburg)
Glasnik Srca Isusova i Marijina (Glasnik Srdca Isusova i Marijina) je bio hrvatski emigrantski list.
Izlazio je u Salzburgu, a prvi broj je izašao u siječnju 1949., a zadnji je izašao 1968. Osnovali su ga hrvatski dušobrižnici u prosincu 1948., don Jure Vrdoljak, don Nikola Tojčić i vlč. Franje Krautzer. (drugi izvori navode kao pokretače fra Mirka Stjepana Čovića i vlč. Vilima Cecelju).
Funkcionirao je kao vjerski glasnik za Hrvate katolike, koji su bili prognanici i izbjeglice u Austriji.
Do 4. broja 1950., zvao se je Glasnik Srdca Isusova i Marijina.
Od 1951. ga je uređivao vlč. Vilim Cecelja, koji je godinu prije počeo s dušobrižništvom za Hrvate u Salzburgu, a vodio je i Hrvatski Caritas u Austriji. Osim njega, urednici su bili Franjo Krautzer, Miroslav Keglević i Mirko Stjepan Čović. Za Glasnik je pisao i Tomislav Mesić.